# ビッグ・ロッキングホース
ビッグ・ロッキングホース(Big Rocking Horse)は南オーストラリア州グメラチャにある観光名所である。デイヴィッド・マッキントッシュが設計したこの巨大な揺り木馬は、全体の重さが25トン、高さにして18メートルある。付近を通行する運転手の目を引くためにデザインされたオーストラリアのビッグ・シングスの一つであり、木製玩具の工場や野生動物公園、カフェなどが運営されている巨大な複合施設内にある。1970年始めからのオーナーであるウィルキンソン家は、2004年に施設全体を売却したが、営業はそのまま継続された。

## 歴史
1973年に玩具工場がグメラチャで操業を開始した。オーナーのウォル・ウィルキンソンはそれまで通り過ぎていた通行人たちを集客するためここに巨大な観光名所を並べようとした。その第一弾は高さおよそ5メートルの巨大な木製のキリンだった。それに続いて揺り木馬が何体かつくられ、キリンに置き換わっていった。木馬の高さは3メートルから5メートルへと大きくなり、ついにオーナーはそれよりはるかに巨大なロッキング・ホースをつくることを決意したのだった。その結果、高さ18.3メートルの木馬がデイヴィッド・マッキントッシュとジョン・トゥペニーによって設計され、8ヶ月の製作期間と10万ドルの費用をかけて1981年に公開されたのである。
巨大揺り木馬はそれから20年以上にわたってウィルキンソン一族が所有権を持っていたが、末期には保険料の引き上げに苦しむようになっていた。構造上は何ら問題はなかったのだが、1999年に落下事故があり、賠償責任保険の保険料率が変わったことから2001年に木馬の一般公開は停止されてしまった。その後、来場者は最上階にある展望台へと上ることができなくなった。
2003年9月にグレアム・ウィルキンソンがおよそ90万ドルでロッキングホースと玩具工場を売りに出し、一年後に、1999年に南アフリカから移住してきたアンソニー・ミラーがそれを購入した。ミラーはモニュメントを修復し、再び一般公開を行った。観光客は2004年4月から展望台も利用できるようになった。オーナーがミラーになったことで、巨大揺り木馬が再び公開されただけでなく関連施設である野生動物公園への入園が無料になり、複合施設への来場者数は2003年の6万5千人から2006年の20万人へと全体的に増加した。
2009年6月、ビッグ・ロッキングホースはフランス・グースとリン・グースという南アフリカからビジネスのため移住してきた一家に所有権が移っている。

## 設計および建設

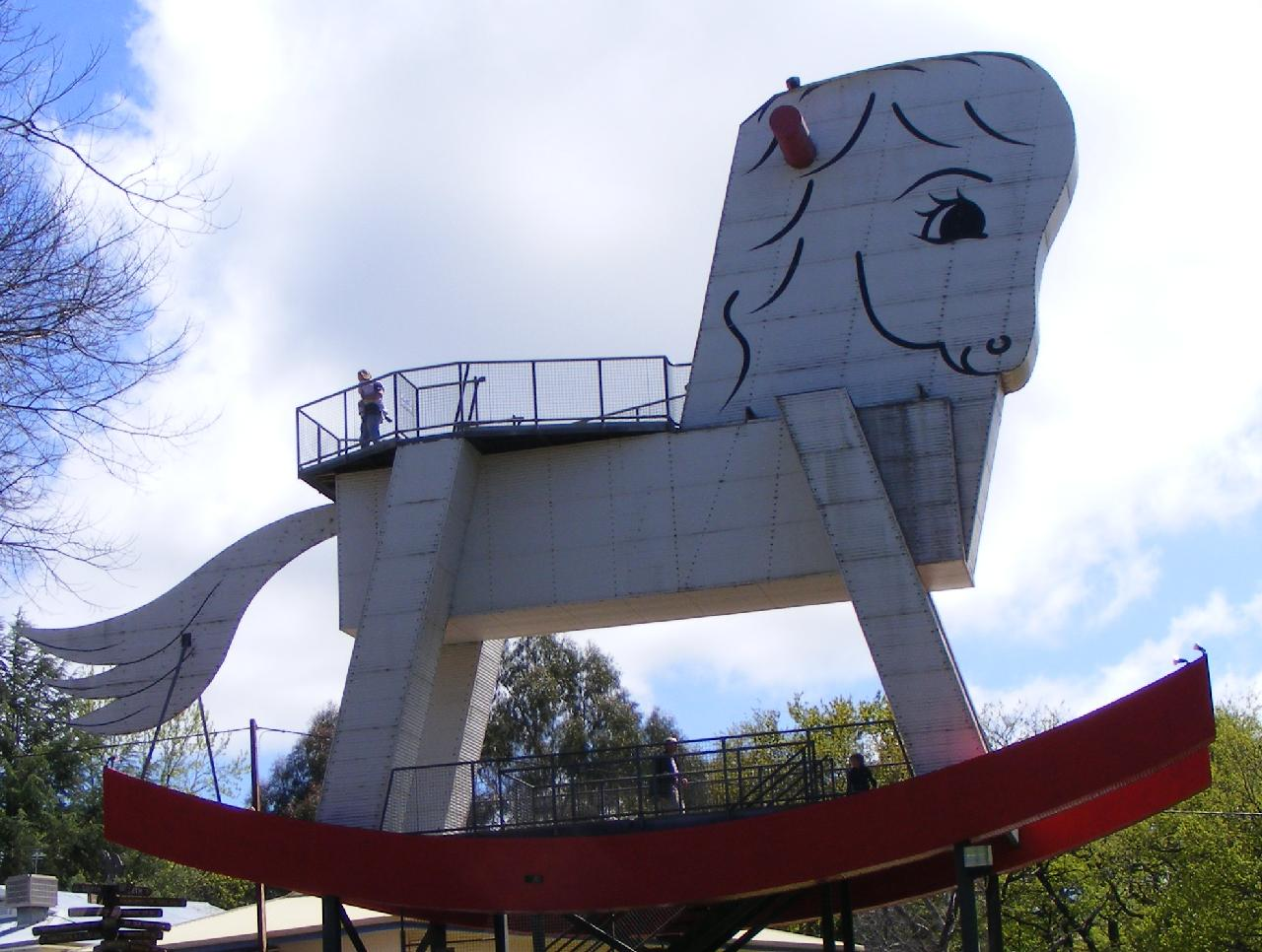
別の角度からみた巨大ロッキング・ホース

ビッグ・ロッキングホースは高さ18.3メートル、長さ17メートルある。鉄製で重さは25トンあり、支持するために80トンのコンクリートが使われている。鉄骨フレームがアデレードのハルウェル・エンジニアリングによって組み立てられ、陸路でいまの場所へ運ばれた後、鉄の被覆材がとりつけられた。ロッキングホース内部の階段は展望台につながっている。頭部と、鞍の部分、モニュメントのふもとにある「バウ」の三箇所である。
ビッグ・ロッキングホースはおもちゃ工業、カフェ、野生動物公園を含んだ複合施設の一部である。工場では木のおもちゃから土産まで幅広く手がけており、およそ7エーカーある公園ではエミューやカンガルーなどの動物が原生、輸入を問わずに見物となっている。